# Leopoldo Federico

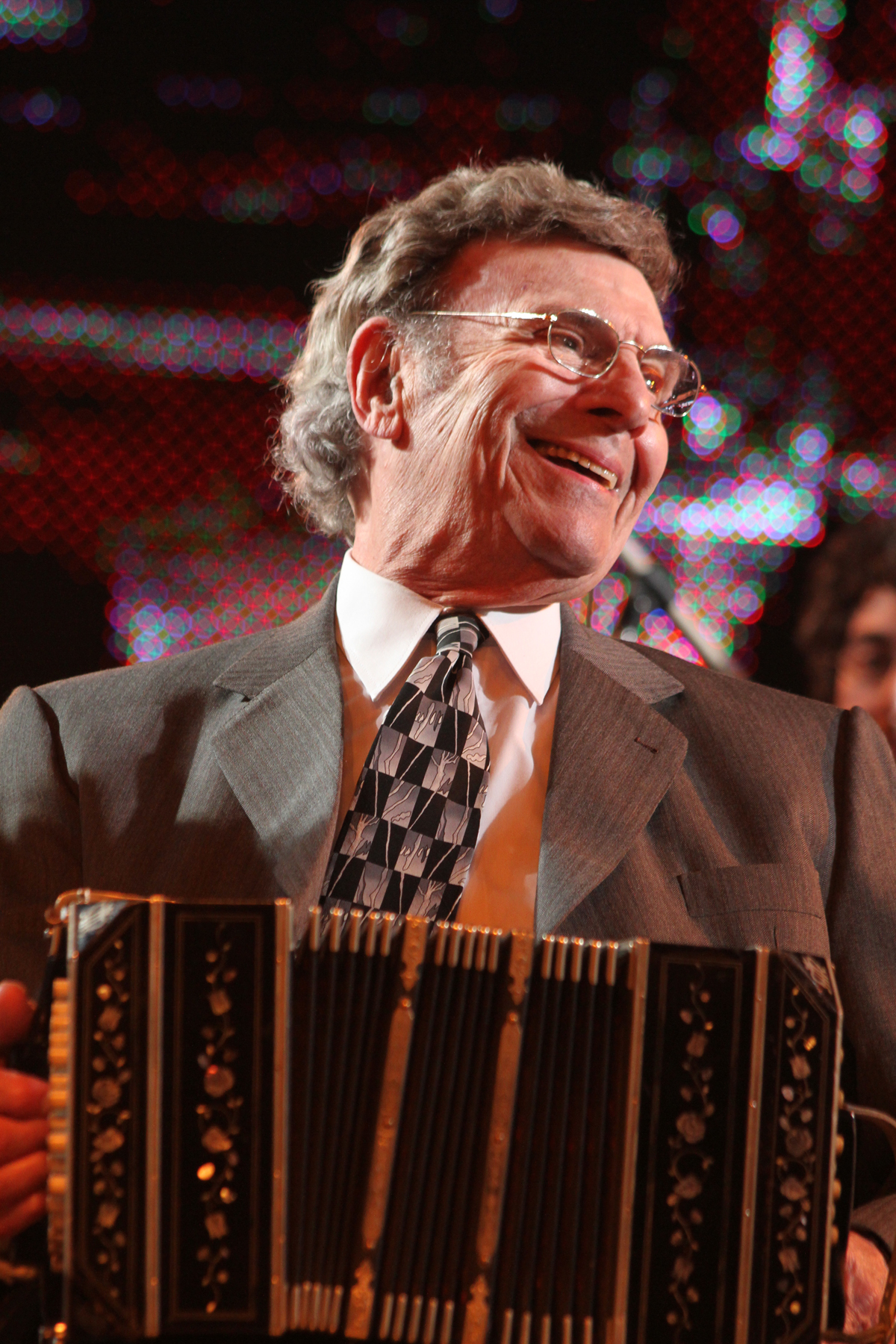
Leopoldo Federico

Leopoldo Federico (* 12. Januar 1927 in Buenos Aires; † 28. Dezember 2014 ebenda) war ein argentinischer Bandoneonist und Tangokomponist.

## Leben und Werk
Federico hatte Unterricht bei Felix Lipesker, Carlos Marcucci und später Francisco Requena. 1944 wirkte er an Plattenaufnahmen des Orchesters von Juan Carlos Cobián mit. Kurze Zeit spielte er in den Orchestern Alfredo Gobbis und Victor D’Amarios, bevor er 1946 Mitglied von Osmar Madernas Orchester wurde. Im Folgejahr trat er dem Orchester bei, das Alberto Marino unter Leitung von Emilio Balcarce gegründet hatte. Daneben arbeitete er mit Mariano Mores und Héctor Stamponi, später auch mit Carlos Di Sarli, Osvaldo Manzi, Lucio Demare und Horacio Salgán zusammen.
1952 gründete er ein Duo mit dem Pianisten Atilio Stampone. Mit den Sängern Antonio Rodríguez Lesende und Carlos Fabri führten sie Arrangements von Argentino Galván auf. Im gleichen Jahr erschienen beim Label TK die Tangos Tierrita und Criolla linda. 1955 wurde er Nachfolger von Roberto Pansera in Astor Piazzollas Octeto Buenos Aires. Er arbeitete weiterhin als Begleiter des Sängers Julio Sosa, mit dem er für CBS Columbia 64 Titel aufnahm, und spielte 1959 die ersten Aufnahmen als Leiter eines eigenen Orchesters ein.
Nach dem Tod Sosas arbeitete Federico mit zahlreichen anderen Solisten zusammen, so mit dem Gitarristen Roberto Grela im Cuarteto San Telmo und mit den Sängern Carlos Gari, Roberto Ayala, Laura Esquivel, Aldo Fabré, Mariano Leyes, Carlos Alcorta, Yoichi Suigawara und Eino Gron. Federicos mehr als fünfzig Kompositionen wurden unter anderem von Astor Piazzolla, Horacio Salgán und Osvaldo Pugliese und ihren Orchestern aufgeführt.

## Kompositionen
- Bandola zurdo
- Capricho otoñal
- Cabulero
- Pájaro cantor
- Retrato de Julio Ahumada
- Milonguero de hoy
- A Héctor María Artola
- Minguito Tinguitella
- El Polaco
- Preludio nochero
- Alma de tango
- Siempre Buenos Aires
- Diagonal gris
- Cautivante

## Quelle
- Todo Tango - Leopoldo Federico
- Tango.info - Leopoldo Federico